# Rio Itaguari
Rio Itaguari är ett vattendrag i Brasilien.   Det ligger i delstaten Bahia, i den östra delen av landet, 400 km nordost om huvudstaden Brasília.
Omgivningarna runt Rio Itaguari är huvudsakligen savann. Trakten runt Rio Itaguari är nära nog obefolkad, med mindre än två invånare per kvadratkilometer.